# Chotywel
Chotywel (ukr. Хотивель) – wieś na Ukrainie, w obwodzie wołyńskim, w rejonie kowelskim. Liczy 114 mieszkańców.
Do 2020 w rejonie starowyżewskim.